# Lingua rotokas
Il Rotokas è una lingua parlata da circa 4000 persone nella provincia di Bougainville, un'isola ad Est della Nuova Guinea, parte della Papua Nuova Guinea. Il Rotokas presenta almeno tre dialetti: il Rotokas Centrale, l'Aita Rotokas, e il Pipipaia. Il Rotokas Centrale è conosciuto per il suo esiguo inventorio fonologico e per avere l'alfabeto moderno con meno segni.

## Fonologia

### Consonanti
L'intero inventario consonantico comprende i seguenti luoghi di articolazione: bilabiale, alveolare e velare, ognuno con un fonema sordo e uno sonoro. Le consonanti sorde /p, t, k/ sono chiaramente occlusive: [p, t, k]. /t/ presenta un allofono fricativo [s] o affricato [ts] davanti a [i]. Le consonanti sonore /b, d, ɡ/ hanno un'ampia variazione allofonica, che comprende occlusive, fricative, nasali, liquide e vibranti: [β, b, m], [ɾ, n, l, d], e [ɡ, ɣ, ŋ].
| Aita Rotokas | Bilabiali | Alveolari | Velari |
| ------------ | --------- | --------- | ------ |
| Sorde        | p         | t         | k      |
| Sonore       | b ~ β     | d ~ ɾ     | ɡ ~ ɣ  |

#### Mancanza di consonanti nasali
Per una lingua è abbastanza inusuale non avere fonemi nasali. Questa constatazione è stata fatta riguardo alla mancanza di nasali in Rotokas Centrale: "Nel Rotokas Centrale [...] le nasali si sentono raramente tranne quando un parlante nativo prova ad imitare il tentativo di uno straniero a parlare Rotokas. In questo caso le nasali sono usate indifferentemente che siano realmente pronunciate dal parlante straniero o meno."
Nel dialetto Aita del Rotokas vi è una triplice opposizione tra consonanti occlusive sorde, sonore e nasali. Quindi questo dialetto presenta nove fonemi consonantici contro i sei del Rotokas Centrale. Le consonanti occlusive sonore e nasali dell'Aita sono confluite nel Rotokas Centrale, il che significa che è possibile predire le forme del Rotokas Centrale partendo da quelle dell'Aita, ma non il contrario. Questo mostra che il sistema fonologico della lingua madre dell'Aita e del Rotokas Centrale era più simile all'Aita, e che l'esiguo inventario del Rotokas Centrale è una più recente innovazione.
| Aita Rotokas | Bilabiali | Alveolari | Velari |
| ------------ | --------- | --------- | ------ |
| Sorde        | p         | t         | k      |
| Sonore       | b ~ β     | d ~ ɾ     | ɡ ~ ɣ  |
| Nasali       | m         | n         | ŋ      |

### Vocali
|            | Anteriore | Posteriore |
| ---------- | --------- | ---------- |
| Alta       | i iː      | u uː       |
| Medio-alta | e eː      | o oː       |
| Bassa      |           | ɑ ɑː       |

Le vocali possono essere lunghe (allora sono scritte doppie) o brevi. Non è certo se il sistema sia composto da dieci fonemi vocalici (ovvero le cinque brevi più le corrispondenti lunghe) o se sia solo di cinque fonemi senza distinzione fonologica di lunghezza: cioè non è chiaro se le vocali lunghe siano suoni distinti nel parlato o se semplici sequenza di due vocali identiche. A sostegno di quest'ultima ipotesi ci sarebbe il fatto che le altre combinazioni vocaliche (ovvero di due vocali differenti) sono molto frequenti, come nella parola upiapiepaiveira.

### Accento
Non sembra che l'accento sia fonologicamente distintivo: parole con due o tre sillabe sono accentate sulla sillaba iniziale; quelle con quattro sillabe sono accentate sulla prima e sulla terza; quelle con cinque sillabe o più sono accentate sulla terzultima. Questo schema è complicato dalle vocali lunghe e non è seguito da tutte le coniugazioni verbali.

## Morfosintassi
Tipologicamente, il Rotokas si caratterizza come una tipica lingua con verbo in fine di frase, con gli aggettivi e i pronomi dimostrativi prima del nome che modificano e posposizioni che seguono. Anche se gli avverbi hanno un ordine libero, generalmente precedono il verbo, come nel seguente esempio:
| osirei-toarei                              | avuka-va     | iava | ururupa-vira | tou-pa-si-veira        |  |
| occhio-m.du                                | vecchio-f.sg | post | chiuso-adv   | essere-prog-2.m.du-hab |  |
| Gli occhi della vecchia donna sono chiusi. |              |      |              |                        |  |

## Sistema di scrittura
L'alfabeto rotokas è composto da dodici lettere che rappresentano undici fonemi. Le lettere sono: ⟨a, e, g, i, k, o, p, r, s, t, u, v⟩. ⟨t⟩ e ⟨s⟩ rappresentano entrambi il fonema /t/: /t/ viene quindi scritto ⟨s⟩ davanti a ⟨i⟩ e nel nome “Rotokas”, ⟨t⟩ in tutti gli altri casi. ⟨v⟩ è scritta talvolta ⟨b⟩.